# Bitwa pod Brihuegą

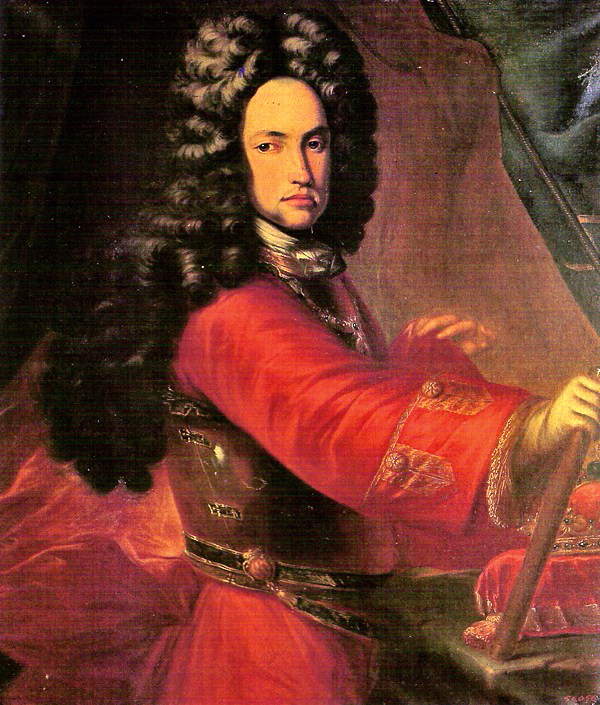
Karol Habsburg jako książę Katalonii

Bitwa pod Brihuegą – starcie zbrojne w prowincji Guadalajara, jakie odbyło się 8–9 grudnia 1710 podczas wojny o sukcesję hiszpańską.

## Wprowadzenie
Po zwycięstwach pod Almenar (27 lipca) i Saragossą (20 sierpnia) wojska sprzymierzonych wspierające arcyksięcia Karola powtórnie zdobyły Madryt, wprowadzając tam Habsburga 21 września.
Armia sprzymierzonych licząca początkowo 23 tysiące ludzi, w dwóch ostatnich bitwach straciła 2000 żołnierzy i nadal ponosiła straty zarówno w licznych utarczkach z hiszpańskimi partyzantami (guerrilleros), jak i wskutek chorób. Sprzymierzeni nie byli w stanie kontrolować zajętego terytorium; zabrakło im również pomocy Portugalczyków. W tym czasie książę Vendôme zreorganizował wojska hiszpańskie, do których dołączyła brygada irlandzka oraz pewna liczba Francuzów, potajemnie skierowanych dla wzmocnienia armii hiszpańskiej.
Położenie sprzymierzonych w Madrycie opuszczonym przez mieszkańców (poza najuboższą ludnością), stawało się coraz bardziej beznadziejne. 9 listopada również oni opuścili miasto, rozpoczynając odwrót do Katalonii. Pozostawiwszy armię arcyksiążę wraz z 2000 jazdy uszedł wcześniej do Barcelony. 

## Działania poprzedzające
Trudne warunki pogodowe (mgła, deszcz i zimno) sprawiły, że reszta wojsk maszerowała w dwóch osobnych kolumnach. Generał Guido von Starhemberg z główną siłą 12 tysięcy ludzi (rozbitą na dwie części), kierując się na Sorię, wyprzedzał o dzień marszu tylną (lewą) kolumnę złożoną z 5-6 tysięcy żołnierzy angielskich i holenderskich dowodzonych przez lorda Jamesa Stanhope’a, który 6 grudnia dotarł do Brihuegi.
W tej sytuacji de Vendôme dysponujący siłą 20–24 tysięcy żołnierzy, pospiesznie wyruszył z Talavery i rozpoczął pościg za wycofującymi się wojskami sprzymierzonych. Maszerując dniem i nocą, w ciągu kilku dni najpierw dogonił Stanhope’a, który mając pod komendą 7 batalionów piechoty i 8 szwadronów jazdy, zaniechał wzniesienia dodatkowych umocnień polowych, licząc na dostateczne zabezpieczenie w dobrze zachowanych, starych miejskich murach obronnych. Wkrótce burbońska placówka obserwacyjna powiadomiła marszałka de Vendôme o obecności nieprzyjaciela w miejscowości.

## Bitwa

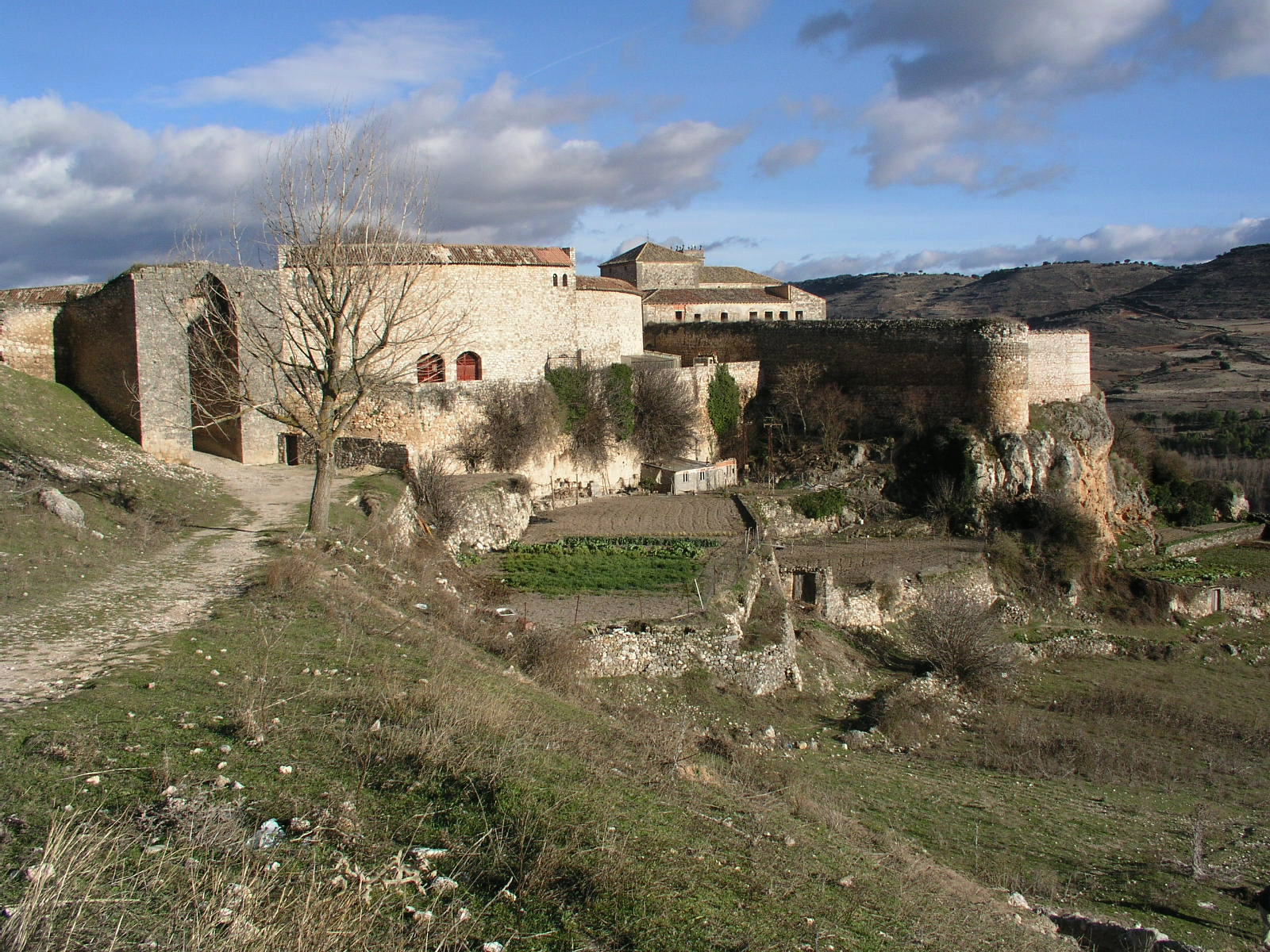
Fragment murów Brihuegi

Już 7 grudnia pojawiła się awangarda wojsk hiszpańskich dowodzona przez markiza Valdecañas. Jego piechota zaatakowała most na rzece Tajuña, podczas gdy kawaleria z dragonami i grenadierami przeszła rzekę w bród i z obejścia uderzyła na samą miejscowość. Stanhope stawił silny opór na moście, wysyłając natychmiast adiutanta Crosby'ego z wiadomością i prośbą o pomoc do Starhemberga znajdującego się już w Cifuentes. Jednakże zanim mogły przybyć żądane posiłki, 8 grudnia nastąpiło spotkanie z głównymi wojskami Vendôme'a, dysponującymi artylerią.
Od rana oddziały angielskie znajdowały się już w okrążeniu. Francuski dowódca wezwał Anglików do kapitulacji; wobec odmowy, po południu (ok. 15:00) rozpoczęto silny ostrzał artyleryjski, a pod jedną z bram wysadzono minę umożliwiając atakującym wtargnięcie do miasta. Anglicy zdołali odeprzeć dwa ataki, lecz ostatecznie napastnicy przebili się i rozpoczęły się walki w budynkach i na ulicach. Żołnierze Stanhope'a ostrzeliwali się aż do wyczerpania amunicji, a następnie desperacko przystąpili do walki na bagnety z przeważającymi siłami nieprzyjaciela. Zacięte walki toczono o każdy dom Brihuegi, a każdy utracony budynek Anglicy natychmiast podpalali. Ostatecznie uznając, że dalszy opór doprowadzi jedynie do bezsensownej rzezi, ok. 18:00 angielski dowódca postanowił skapitulować; wraz z nim i trzema generałami do niewoli dostali się pozostali przy życiu żołnierze z 8 szwadronów jazdy (ponad 650 kawalerzystów) i z 8 pułków piechoty. 

## Następstwa
Armia de Vendôme'a straciła ok. 1000 zabitych, Anglicy – 600-1500 zabitych oraz ok. 4500 rannych i jeńców. Z ugrupowania gen. Stanhope'a miała ocalić się jedynie artyleria i 3 regimenty piechoty. 
Wkrótce po przyjęciu kapitulacji francuski dowódca otrzymał wiadomość, że na odsiecz wojskom Stanhope’a przybywa cofający się Starhemberg, który przez Budię dotarł do Cifuentes. W rezultacie dnia następnego doszło do zaciekłej i krwawej bitwy pod Villaviciosą, ponownie zakończonej zwycięstwem Francuzów i Hiszpanów. Klęski te w istotnej mierze osłabiły siły stronnictwa prohabsburskiego w Hiszpanii.
Anglicy wzięci do niewoli pod Brihuegą powrócili do kraju w październiku 1711 w ramach wymiany jeńców.